# Kvalifikace na Mistrovství Evropy ve fotbale 1992 – skupina 1
Zápasy 1. kvalifikační skupiny na Mistrovství Evropy ve fotbale 1992 se konaly v období od 30. května 1990 do 18. prosince 1991. Z pěti účastníků si postup na závěrečný turnaj zajistil pouze vítěz skupiny.

## Tabulka
| Tým            | B  | Z | V | R | P | VG | IG |
| -------------- | -- | - | - | - | - | -- | -- |
| Francie        | 16 | 8 | 8 | 0 | 0 | 20 | 6  |
| Československo | 10 | 8 | 5 | 0 | 3 | 12 | 9  |
| Španělsko      | 6  | 7 | 3 | 0 | 4 | 17 | 12 |
| Island         | 4  | 8 | 2 | 0 | 6 | 7  | 10 |
| Albánie        | 2  | 7 | 1 | 0 | 6 | 2  | 21 |

## Zápasy
| 30. května 1990 20:00 GMT     |        |         |                                                                              |
| Island                        | 2 – 0  | Albánie | Laugardalsvöllur, Rejkjavík diváci: 6,500 rozhodčí: Frederick McKnight (NIR) |
| Gudjohnsen 41' Edvaldsson 82' | Report |         | Laugardalsvöllur, Rejkjavík diváci: 6,500 rozhodčí: Frederick McKnight (NIR) |

| 5. září 1990 18:30 GMT |        |                       |                                                                      |
| Island                 | 1 – 2  | Francie               | Laugardalsvöllur, Rejkjavík diváci: 8,000 rozhodčí: David Syme (SCO) |
| Edvaldsson 85'         | Report | Papin 12' Cantona 74' | Laugardalsvöllur, Rejkjavík diváci: 8,000 rozhodčí: David Syme (SCO) |

| 26. září 1990 17:00 SELČ |        |        |                                                                      |
| Československo           | 1 – 0  | Island | Všešportový areál, Košice diváci: 35,000 rozhodčí: Todor Kolev (BUL) |
| Daněk 43'                | Report |        | Všešportový areál, Košice diváci: 35,000 rozhodčí: Todor Kolev (BUL) |

| 10. října 1990 20:30 SEČ |        |             |                                                                          |
| Španělsko                | 2 – 1  | Island      | Estadio Colombino , Huelva diváci: 46,000 rozhodčí: Victor Mintoff (MLT) |
| Butragueño 44' Muñoz 63' | Report | Jónsson 66' | Estadio Colombino , Huelva diváci: 46,000 rozhodčí: Victor Mintoff (MLT) |

| 13. října 1990 20:45 SEČ |        |                |                                                                        |
| Francie                  | 2 – 1  | Československo | Parc des Princes, Paříž diváci: 38,249 rozhodčí: George Courtney (ENG) |
| Papin 60', 83'           | Report | Skuhravý 89'   | Parc des Princes, Paříž diváci: 38,249 rozhodčí: George Courtney (ENG) |

| 14. listopadu 1990 18:00 SEČ |        |                       |                                                                                      |
| Československo               | 3 – 2  | Španělsko             | Stadion Evžena Rošického, Praha diváci: 35,000 rozhodčí: Karl-Heinz Tritschler (FRG) |
| Daněk 16', 67' Moravčík 77'  | Report | Roberto 30' Muñoz 54' | Stadion Evžena Rošického, Praha diváci: 35,000 rozhodčí: Karl-Heinz Tritschler (FRG) |

| 17. listopadu 1990 14:00 SEČ |        |          |                                                                 |
| Albánie                      | 0 – 1  | Francie  | Qemal Stafa, Tirana diváci: 15,000 rozhodčí: Bruno Galler (SUI) |
|                              | Report | Boli 25' | Qemal Stafa, Tirana diváci: 15,000 rozhodčí: Bruno Galler (SUI) |

| 19. prosince 1990 20:30 SEČ                                                 |        |         |                                                                             |
| Španělsko                                                                   | 9 – 0  | Albánie | Estadio Colombino, Huelva diváci: 27,600 rozhodčí: Alphonse Costantin (BEL) |
| Amor 21' Muñoz 24', 65' Butragueño 31', 57', 68', 88' Hierro 40' Bakero 76' | Report |         | Estadio Colombino, Huelva diváci: 27,600 rozhodčí: Alphonse Costantin (BEL) |

| 20. února 1991 20:45 SEČ       |        |            |                                                                      |
| Francie                        | 3 – 1  | Španělsko  | Parc des Princes, Paříž diváci: 45,000 rozhodčí: Tullio Lanese (ITA) |
| Sauzée 14' Papin 58' Blanc 76' | Report | Bakero 10' | Parc des Princes, Paříž diváci: 45,000 rozhodčí: Tullio Lanese (ITA) |

| 30. března 1991 20:45 SEČ                             |        |         |                                                                    |
| Francie                                               | 5 – 0  | Albánie | Parc des Princes, Paříž diváci: 24,181 rozhodčí: Einar Halle (NOR) |
| Sauzée 1', 9' Papin 33' (pen.), 42' Zmijani 81' (vl.) | Report |         | Parc des Princes, Paříž diváci: 24,181 rozhodčí: Einar Halle (NOR) |

| 1. května 1991 16:30 SELČ |        |                    |                                                                 |
| Albánie                   | 0 – 2  | Československo     | Qemal Stafa, Tirana diváci: 10,000 rozhodčí: Carlo Longhi (ITA) |
|                           | Report | Kubík 25' Kuka 66' | Qemal Stafa, Tirana diváci: 10,000 rozhodčí: Carlo Longhi (ITA) |

| 26. května 1991 17:00 SELČ |        |        |                                                                |
| Albánie                    | 1 – 0  | Island | Qemal Stafa, Tirana diváci: 5,000 rozhodčí: Sándor Varga (HUN) |
| Abazi 65'                  | Report |        | Qemal Stafa, Tirana diváci: 5,000 rozhodčí: Sándor Varga (HUN) |

| 5. června 1991 20:00 GMT |        |                |                                                                         |
| Island                   | 0 – 1  | Československo | Laugardalsvöllur, Rejkjavík diváci: 5,000 rozhodčí: John Spillane (IRL) |
|                          | Report | Hašek 15'      | Laugardalsvöllur, Rejkjavík diváci: 5,000 rozhodčí: John Spillane (IRL) |

| 4. září 1991 18:30 SELČ |        |                |                                                                         |
| Československo          | 1 – 2  | Francie        | Tehelné Pole, Bratislava diváci: 50,000 rozhodčí: Peter Mikkelsen (DEN) |
| Němeček 19'             | Report | Papin 53', 89' | Tehelné Pole, Bratislava diváci: 50,000 rozhodčí: Peter Mikkelsen (DEN) |

| 25. září 1991 17:15 GMT      |        |           |                                                                            |
| Island                       | 2 – 0  | Španělsko | Laugardalsvöllur, Rejkjavík diváci: 8,900 rozhodčí: Cornelius Bakker (NED) |
| Örlygsson 71' Sverrisson 79' | Report |           | Laugardalsvöllur, Rejkjavík diváci: 8,900 rozhodčí: Cornelius Bakker (NED) |

| 12. října 1991 20:30 SEČ |        |                         |                                                                             |
| Španělsko                | 1 – 2  | Francie                 | Estadio Colombino, Sevilla diváci: 27,500 rozhodčí: Hubert Forstinger (AUT) |
| Abelardo 33'             | Report | Fernández 12' Papin 15' | Estadio Colombino, Sevilla diváci: 27,500 rozhodčí: Hubert Forstinger (AUT) |

| 16. října 1991 15:00 SEČ |        |             |                                                                          |
| Československo           | 2 – 1  | Albánie     | Andrův stadion, Olomouc diváci: 2,366 rozhodčí: Michal Listkiewicz (POL) |
| Kuka 35' Lancz 39'       | Report | Zmijani 60' | Andrův stadion, Olomouc diváci: 2,366 rozhodčí: Michal Listkiewicz (POL) |

| 13. listopadu 1991 20:30 SEČ   |        |                |                                                                             |
| Španělsko                      | 2 – 1  | Československo | Estadio Colombino, Huelva diváci: 24,500 rozhodčí: Kurt Röthlisberger (SUI) |
| Abelardo 10' Michel 78' (pen.) | Report | Němeček 60'    | Estadio Colombino, Huelva diváci: 24,500 rozhodčí: Kurt Röthlisberger (SUI) |

| 20. listopadu 1991 20:45 SEČ |        |                |                                                                         |
| Francie                      | 3 – 1  | Island         | Parc des Princes, Paříž diváci: 35,000 rozhodčí: Erik Fredriksson (SWE) |
| Simba 41' Cantona 59', 67'   | Report | Sverrisson 70' | Parc des Princes, Paříž diváci: 35,000 rozhodčí: Erik Fredriksson (SWE) |

| 18. prosince 1991 14:00 SEČ |         |           |                                                    |
| Albánie                     | Zrušeno | Španělsko | Qemal Stafa, Tirana rozhodčí: Roger Philippi (LUX) |
|                             | Report  |           | Qemal Stafa, Tirana rozhodčí: Roger Philippi (LUX) |